# Мсамати, Лусиан
Лу́сиан Мсама́ти (англ. Lucian Msamati; иногда указан как Вии́на Мсамати (англ. Wiina Msamati) — британо-танзанийский актёр кино, телевидения и театра.

## Биография
Лусиан Гэбриел Виина Мсамати родился в Великобритании и его вырастили в Зимбабве его танзанийские родители, доктор и медсестра; он старший из 4 братьев и сестёр. Его начальное образование началось в начальной школе Олимпио в Дар-эс-Саламе, Танзании и продолжилось в начальной школе Эвондейл в Хараре, Зимбабве. После окончания среднего образования в школе Принца Эдуарда в Хараре, он учился по направлению бакалавра с отличием по специальности «французский и португальский» в университете Зимбабве с 1995—1997

. Позже переехал в Великобританию и обосновался в Лондоне.
Мсамати появился в нескольких телесериалах, включая «Элита спецназа» и «Призраки». Он появлялся в качестве приглашённой звезды телесериалов BBC «Лютер», «Прах к праху» и «Доктор Кто», также как и в роли Салладора Саана сериале HBO «Игра престолов». В «Ричарде II», снятом Рупертом Гулдом по шекспировской пьесе, сыграл епископа Карлейла.
Мсамати появился в фильме «Интернэшнл» (2009). Позже он получал роли в «Лумумбе» (1999), снятом Раулем Пеком, в анимационном фильме «Легенды Королевства Неба» (2009) режиссёра Роджера Хоукинса, в комическом детективе 2022 года «Смотрите, как они бегут».